# Cink (hírportál)
A Cink sajátos stílusú magyar nyelvű hírblog volt, a Gawker Media egyetlen magyarországi tagja. A lap elsősorban Szily László újságíró nevéhez kötődött, és 2013-as indulása után két évvel, 2015-ben szüntették meg a frissítését.

## A lap
A lapot Szily László alapította, a Gawker új közösségi platformja, a Kinja első kiemelt blogjaként. A portál 2013. január 2-án kezdte meg működését. Egyedi hangvételét az információkat a hírműfajon túllépő tálalása, a valamennyi politikai pártnak odaszúró publicisztikája adta. A Cink témakeresése, tálalása, hangvétele alapjait Szily saját bevallása szerint is a Gawker Medianál megismert stílus képezi. A „bárkiről BÁRMIT megírunk, ha az egyébként igaz” jelmondat mögött egyfelől egy meglehetősen bulváros témákat és szórakoztató, humoros jellegű blogposztokat megjelenítő lap, másfelől egy a komoly politikai, társadalmi tematikát is magáénak valló, a közélet szereplőit és általában a bármilyen hatalommal bíró személyek cselekedeteinek bírálatát, ellenőrzését végző eklektikus újság bontakozott ki.

## Szerzői
Szily László, Inkei Bence, Klág Dávid, Gazda Albert, Boros András, Zubreczki Dávid

## Megszűnése
Megszűnésének közvetlen oka a Gawker Media által kitűzött olvasottsági (és bevételi) eredmények elmaradása volt. 2014-ben napi 30 ezren olvasták a Cinket, a Gawker ennek a dupláját kívánta elérni a magyar szerkesztőséggel. Mivel ez nem sikerült, ezért 2015 szeptemberében a lap további finanszírozását megszüntették. Áttételesen ugyanakkor a lap megszűnésére hatással volt a Facebook algoritmusának működése is: a Cink nem fizetett a közösségi oldalnak azért, hogy a cikkei több emberhez jussanak el. Emiatt az algoritmus hátrébb sorolta a lap cikkeit a Facebook hírfolyamában, így kevesebbekhez jutottak el a Cink anyagainak megosztásai, a látogatottság pedig visszaesett.
A lap megszűnésével kapcsolatos vélemények megosztottak voltak. A politikai paletta mindegyik oldaláról érkeztek sajnálkozó és a bezárást üdvözlő vélemények.